# خانه لشگرنویس
خانه لشگرنویس مربوط به دوره پهلوی اول است و در تهران، خیابان پامنار، کوچه شهید صوفیانی، پلاک ۵۲ واقع شده و این اثر در تاریخ ۱۹ مرداد ۱۳۸۴ با شمارهٔ ثبت ۱۲۷۸۱ به‌عنوان یکی از آثار ملی ایران به ثبت رسیده است.